# Melanie Hofmann
Melanie Hofmann (* 21. Dezember 1977) ist eine Schweizer Dressurreiterin.
Mit dem Schweizer Warmblutwallach Cazzago C vertrat sie die Schweiz bei den Weltreiterspielen 2014 und bei den Europameisterschaften 2013 in Herning, Dänemark. Dort erreichte sie ihre bisher besten Resultate, den 9. Rang mit der Equipe und Platz 48 in der Einzelkonkurrenz.
2013 erreichte sie im südfranzösischen Vidauban beim ersten FEI Nations Cup im Dressurreiten mit der Schweizer Equipe auf Cazzago C den vierten Platz.
2019 startete sie international mit der dunkelbraunen Westfahlenstute So Wie Du.
Melanie Hofmann ist mit dem Schweizer Dressurreiter Gilles Ngovan verheiratet. Sie haben eine Tochter, die 2010 geboren wurde. Von 2010 bis 2012 unterbrach Hofmann ihre sportliche Karriere, um sich ihrer Tochter widmen zu können.